# N'Zeto
N'Zeto este un oraș în partea de vest a Angolei, pe malul Oceanului Atlantic. Înainte de 1975 s-a numit Ambrizete.